# Loch Corr
Loch Corr ist ein See auf der schottischen Hebrideninsel Islay.

## Beschreibung
Der See liegt im Nordwesten Islays auf der Halbinsel Ardnave. Etwa 600 m östlich befindet sich der Weiler Braigo. Der maximal etwa 640 m lange und 290 m breite See erstreckt sich in Ost-West-Richtung. In den Loch Corr münden mehrere kleine Bäche ein. Von seinem Nordostufer fließt der Bach Leoig ab. Dieser fließt zunächst in östlicher, dann in südlicher Richtung und mündet nach wenigen Kilometern in den Loch Gorm, der schließlich über den Bach Saligo in die Schottische See entwässert.
Der Loch Corr liegt auf einer Höhe von 34 Metern nur rund einen Kilometer abseits der Meeresküste. Er nimmt eine Fläche von zwölf Hektar ein und weist einen Umfang von rund zwei Kilometern auf. Bei einer mittleren Tiefe von fünf Metern besitzt der Loch Corr ein Volumen von rund 0,61 Kubikkilometern. Bei seinem 120 Hektar umfassenden Einzugsgebiet handelt es sich vornehmlich um Heideland (82 %). Grundwasser macht rund zehn Prozent des Zuflusses aus.
Im Osten des Sees, etwa 25 m abseits des Ufers, befindet sich eine kleine, beinahe kreisrunde Insel, die möglicherweise vollständig von Menschenhand errichtet wurde. Dieser Crannóg ragt etwa 2,1 m über die Wasseroberfläche auf und zeigt Überreste von menschlichen Behausungen. Neben weitgehend zerstörten Befestigungsmauern aus Bruchstein sind die Grundmauern zweier länglicher Gebäude erhalten. Über einen künstlichen, 4,5 m breiten Damm aus grobem Steinmaterial, der heute 20 cm unterhalb der Wasseroberfläche verläuft, ist die Insel mit dem Land verbunden.